# کیم هانتر
کیم هانتر (انگلیسی: Kim Hunter؛ زاده ۱۲ نوامبر ۱۹۲۲ درگذشته ۱۱ سپتامبر ۲۰۰۲) یک هنرپیشه اهل ایالات متحده آمریکا بود. وی بین سال‌های ۱۹۴۳ تا ۲۰۰۲ میلادی فعالیت می‌کرد.

## فیلم‌شناسی
از فیلم‌ها یا برنامه‌های تلویزیونی که وی در آن نقش داشته‌است می‌توان به سیاره میمون‌ها، یه داستان کانتربوری، اتوبوسی به نام هوس، در زیر سیاره میمون‌ها، قیمتی بالای یاقوت و حد مکانی، آمریکا اشاره کرد.